# Albert Johnson (Politiker)

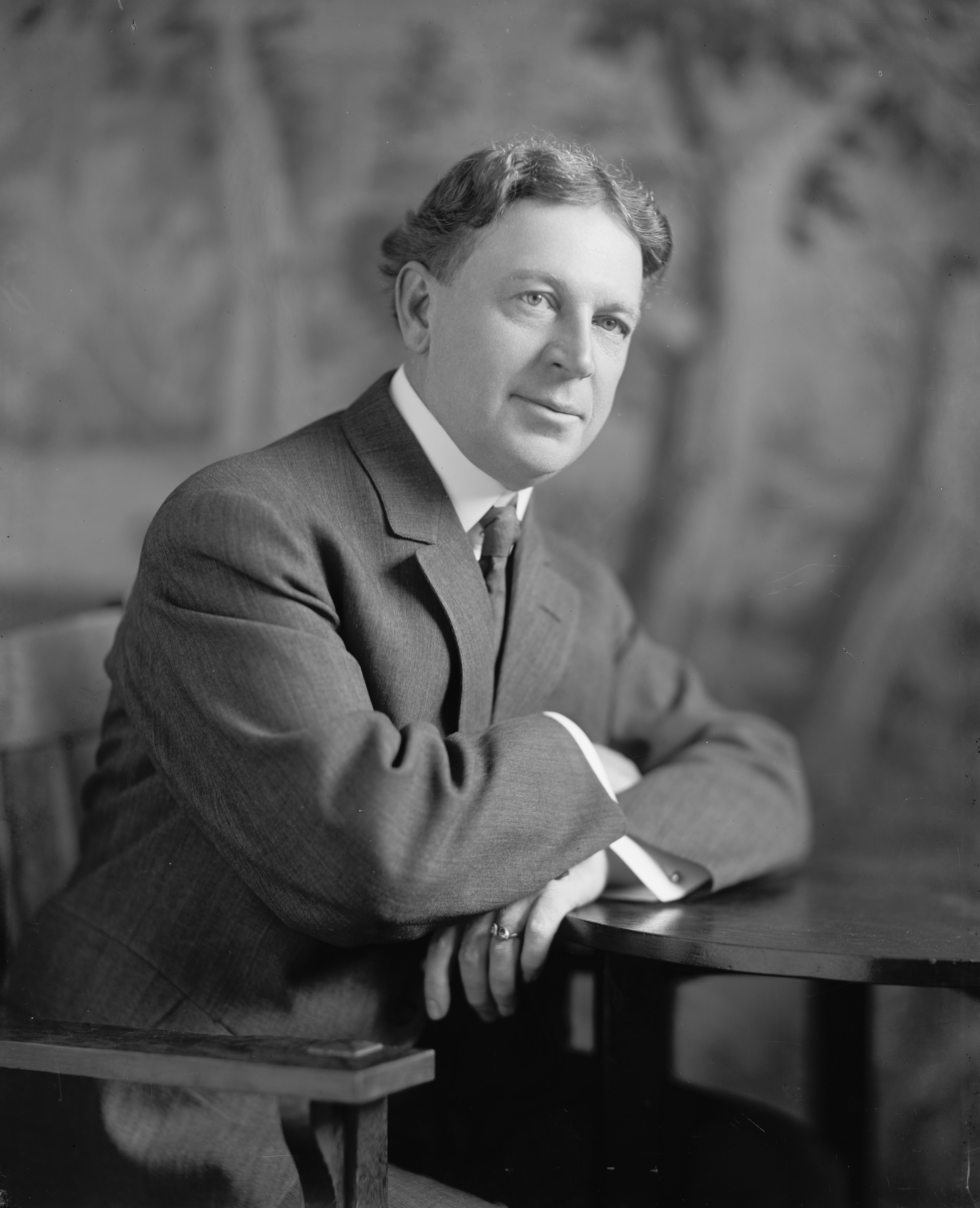
Albert Johnson

Albert Johnson (* 5. März 1869 in Springfield, Illinois; † 17. Januar 1957 in American Lake, Washington) war ein US-amerikanischer Politiker, der den Bundesstaat Washington im US-Repräsentantenhaus vertrat.

## Leben
Nach seiner Geburt in Illinois besuchte Johnson die Grundschule und die Highschool in Atchison und Hiawatha (Kansas). Von 1888 bis 1891 arbeitete er in Missouri als Reporter für den St. Joseph Herald und dann für den St. Louis Globe-Democrat, 1896 und 1897 als geschäftsführender Redakteur des New Haven Register und 1898 als Redakteur bei der Washington Post. Im Jahr 1898 ging er nach Tacoma (Washington) zur Tacoma News und 1907 wurde er Herausgeber und Verleger des Grays Harbor Washingtonian in Hoquiam.

## Politik
Albert Johnson wurde als Abgeordneter der Republikanischen Partei erstmals in den 63. Kongress gewählt und vertrat dort zunächst den zweiten und später den dritten Wahlbezirk seines Staates in den folgenden zehn Wahlperioden vom 4. März 1913 bis zum 3. März 1933. Bei der Wahl im November 1932 unterlag Johnson dem Demokraten Martin F. Smith.
Trotz seiner Position als Kongressabgeordneter diente er während des Ersten Weltkrieges als Hauptmann einer chemischen Kampfeinheit und wurde am 29. November 1918 in Ehren aus der Armee entlassen. Er saß vom 66. bis zum 71. Kongress als Vorsitzender dem Committee on Immigration and Naturalization vor, wo er eine wichtige Rolle bei der Durchsetzung der Anti-Immigrationsgesetzgebung der 1920er-Jahre spielte. Johnson war Hauptautor des Immigration Act of 1924, den er 1927 als Bollwerk gegen „einen Strom fremden Blutes, mit all seinen vererbten Falschannahmen hinsichtlich der Beziehungen zwischen der Regierungsgewalt und den Regierten“ verteidigte.
Johnson zog sich 1934 aus dem Zeitungsgewerbe zurück. Er starb am 17. Januar 1957 in einem Altersheim für Veteranen in American Lake und wurde im Sunset Memorial Park in Hoquiam beigesetzt.